# Parque nacional Laguna del Laja
El Parque Nacional Laguna del Laja se encuentra en la precordillera andina de la región del Bio Bio, dentro de la comuna de Antuco ubicada en la provincia homónima. Dentro de él se reúnen tres atractivos naturales: el Río Laja, el Volcán Antuco y la Laguna del Laja. 
Una de las cosas que más llama la atención de quienes visitan el parque son los vestigios que a simple vista se pueden apreciar de las violentas erupciones volcánicas ocurridas hace siglos.
Antiguamente los pehuenches que habitaban la zona usaban el paso Antuco para traficar productos desde y hacia la pampa argentina.

## Flora
La vegetación del parque se concentra principalmente en pequeños bosques de ciprés de la cordillera, especie endémica y declarada en estado de vulnerabilidad. Además, en las zonas donde hay nacientes de aguas y donde la escoria volcánica no ha llegado, se encuentran especies como el maqui, el roble y el notro. Además de muchas flores coloridas como cactus, principalmente a las orillas del Río Laja se puede apreciar mucha vegetación de árboles nativos. abundancia en nalcas (Gunnera tinctoria) y pequeños prados.

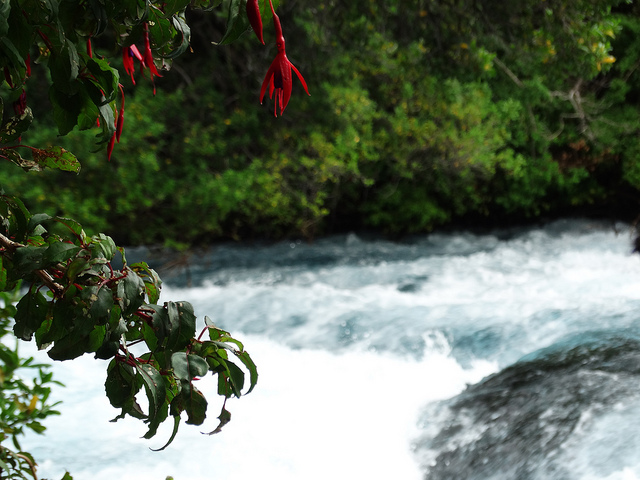
Orilla del Río Laja
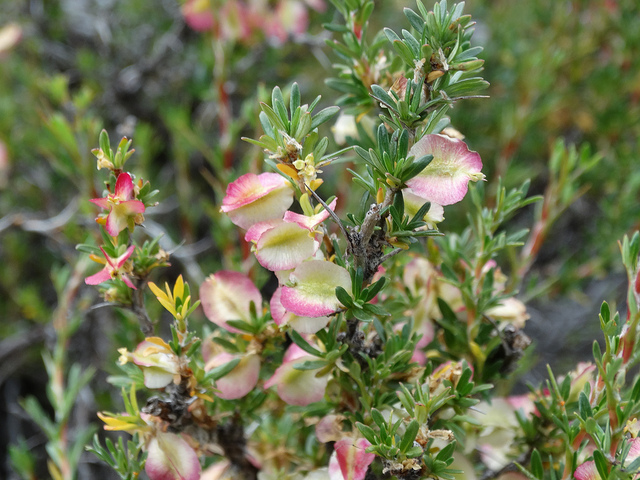
Flores silvestres a la orilla del Río Laja
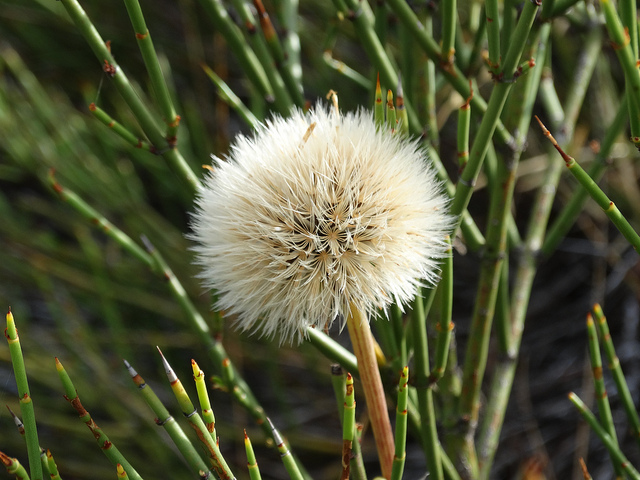
Flores Silvestres
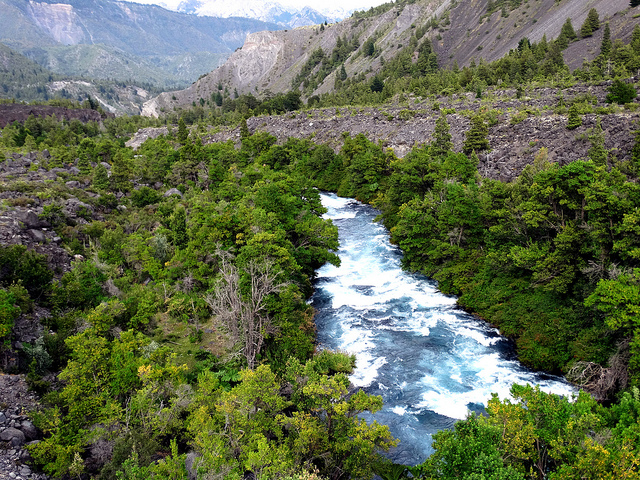
Rio laja, vista desde un mirador, senderos habilitados por el parque

## Fauna
La escasez de vegetación y las condiciones climáticas adversas no han permitido sustentar una abundante fauna al interior del parque. Entre los mamíferos se encuentran vizcachas, pumas y colocolos. Las aves abundan un poco más, entre las más pequeñas se encuentra la perdicita cordillerana y el rayadito, y entre las más grandes, el cóndor y el águila. 
Uno de los animales más difícil de encontrar es el Matuasto, animal protegido, que se encuentra en las rocas volcánicas,  Es un lagarto inofensivo que al descubrirlo no pasará desapercibido ya que su tamaño es de los mayores entre los reptiles existentes en la provincia, cómo también su estructura corporal y colorida piel. 
Además otra familia de los lagartos es la lagartija esbelta (Liolaemus tenuis) , es fácil de distinguir por su colorida piel como puntos verdes amarillos y azules. Es posible de verla en los troncos de los árboles en su ambiente natural en los cuales desarrolla su actividad normal cómo lo es alimentarse de insectos que están a su alcance. Por ello en la época invernal reposan sin actividad hasta la llegada de la próxima primavera que le proveerá nuevamente de su alimento exclusivo.

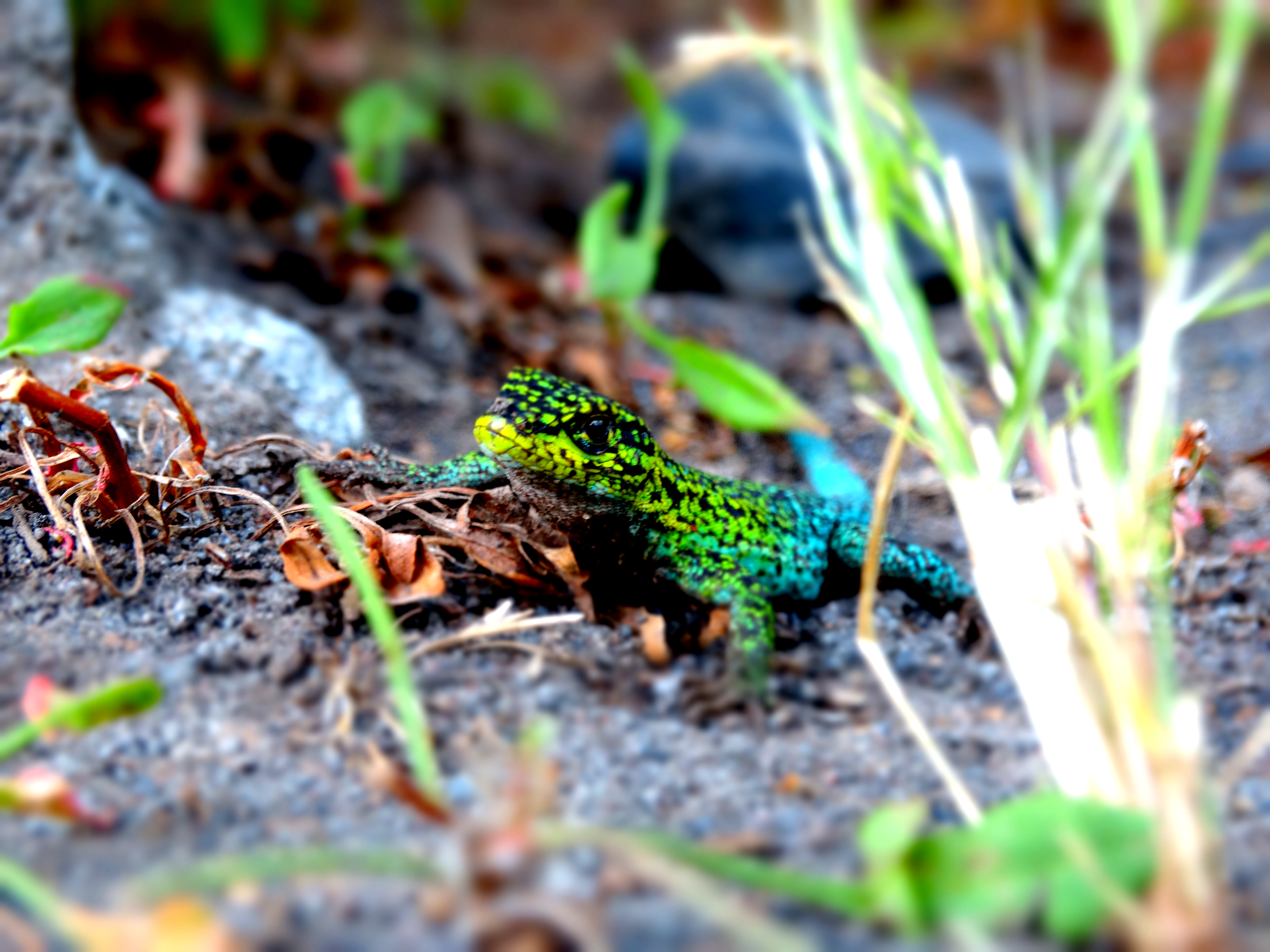
Lagartija esbelta
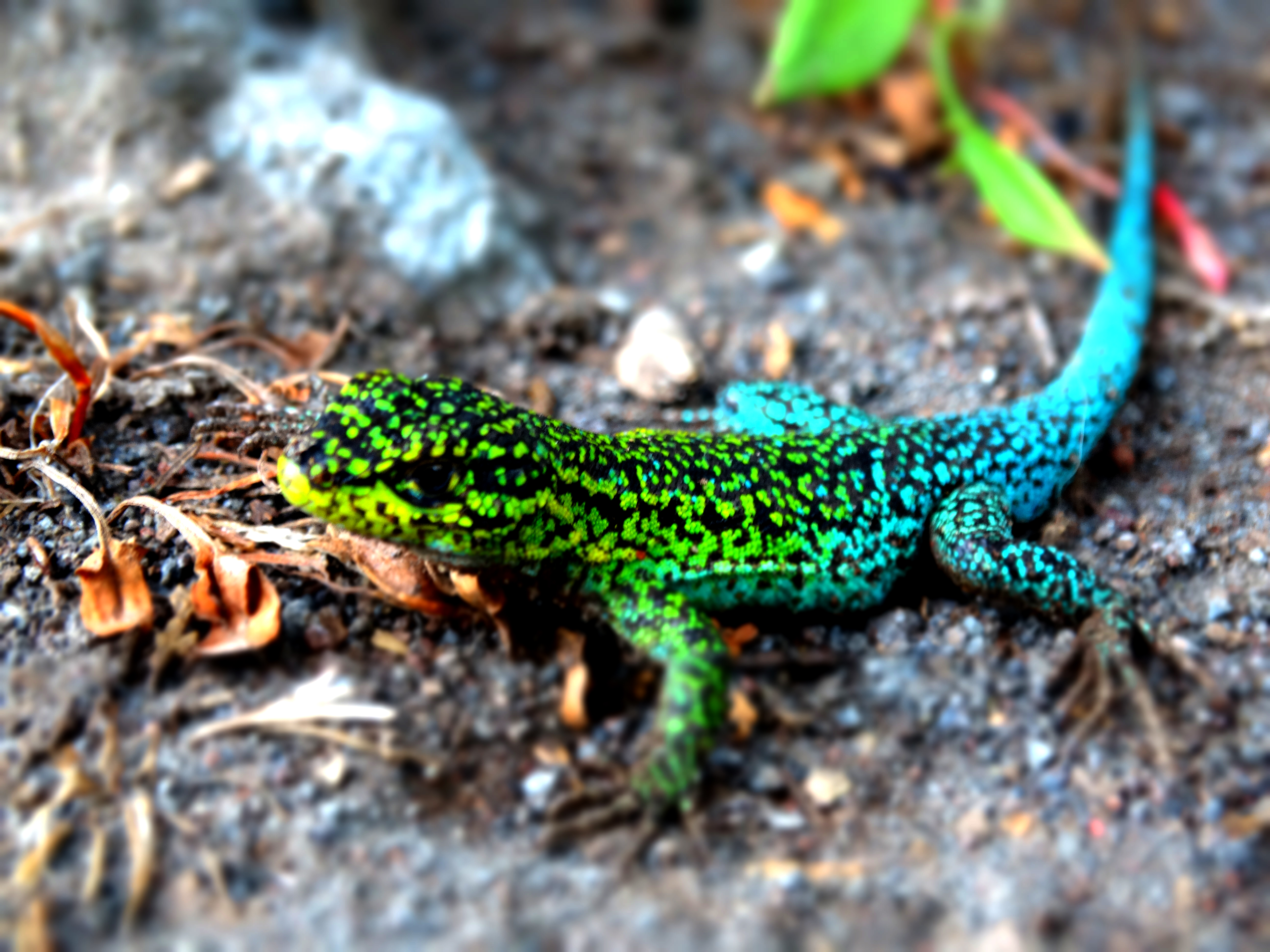
vista de cuerpo Completo

## Atractivos
- Salto Las Chilcas: es uno de los nacimientos del río Laja

- Salto El Torbellino: es el otro salto desde donde nace el río Laja

- Volcán Antuco: mayor altura del área con 2.985 m s. n. m.

- Centro de Ski Volcán Antuco: Posee una gran área para la práctica del esquí con 2 andariveles de arrastre, desde donde se puede ver la Laguna del Laja desde gran altura

- Laguna del Laja: laguna que recibe las aguas de tres esteros y que desagua subterráneamente

- Sierra Velluda: lugar que se destaca por sus picachos y ventisqueros. Tiene una altura de 3 585 m s. n. m.

- Los Coigües: mirador natural del volcán Antuco

- Centro Turístico Parque Antuco: zonas de acampar y pic-nic, cabañas , cafetería, piscina www.parqueantuco.cl

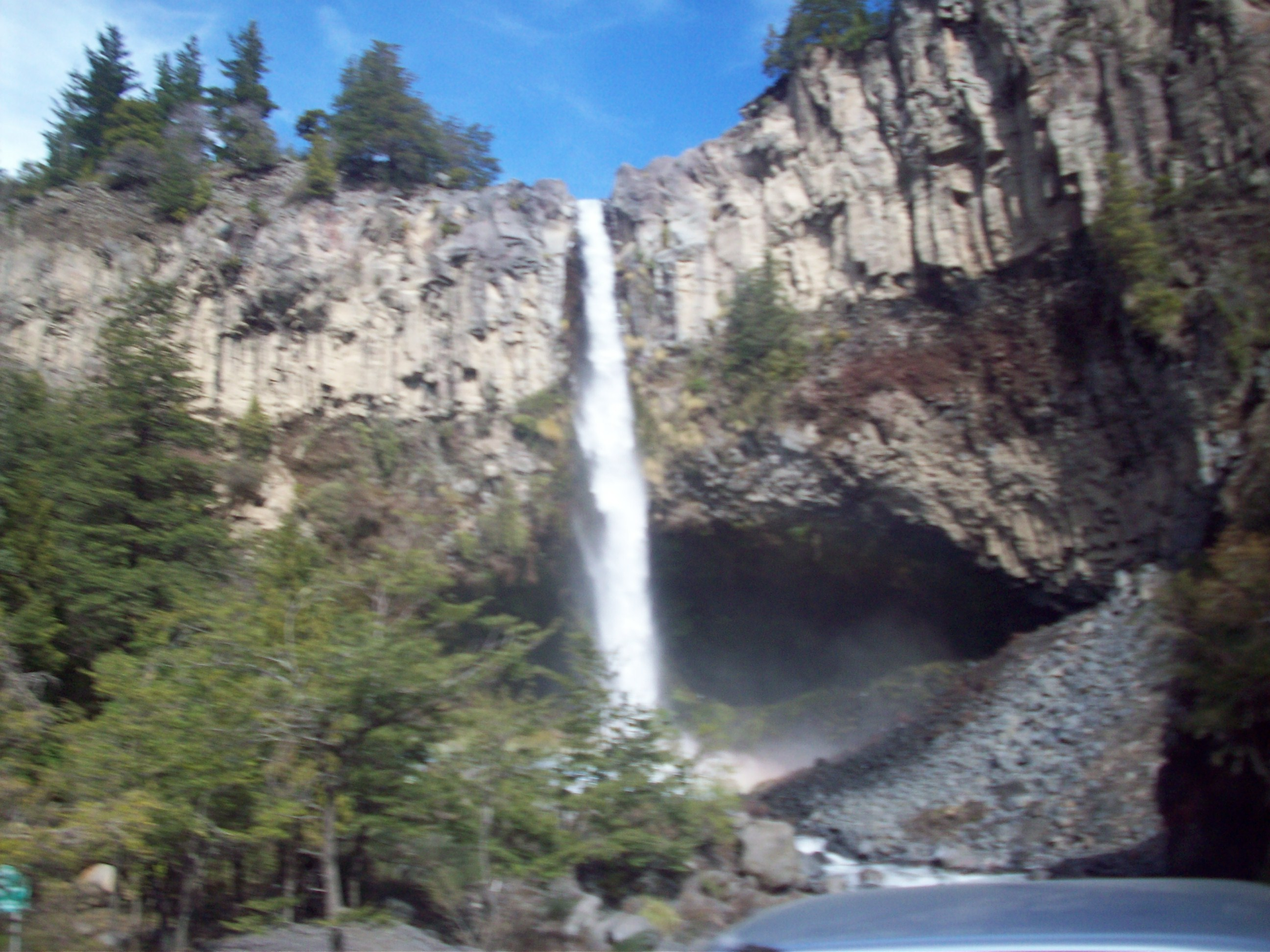
Una de las cascadas del parque
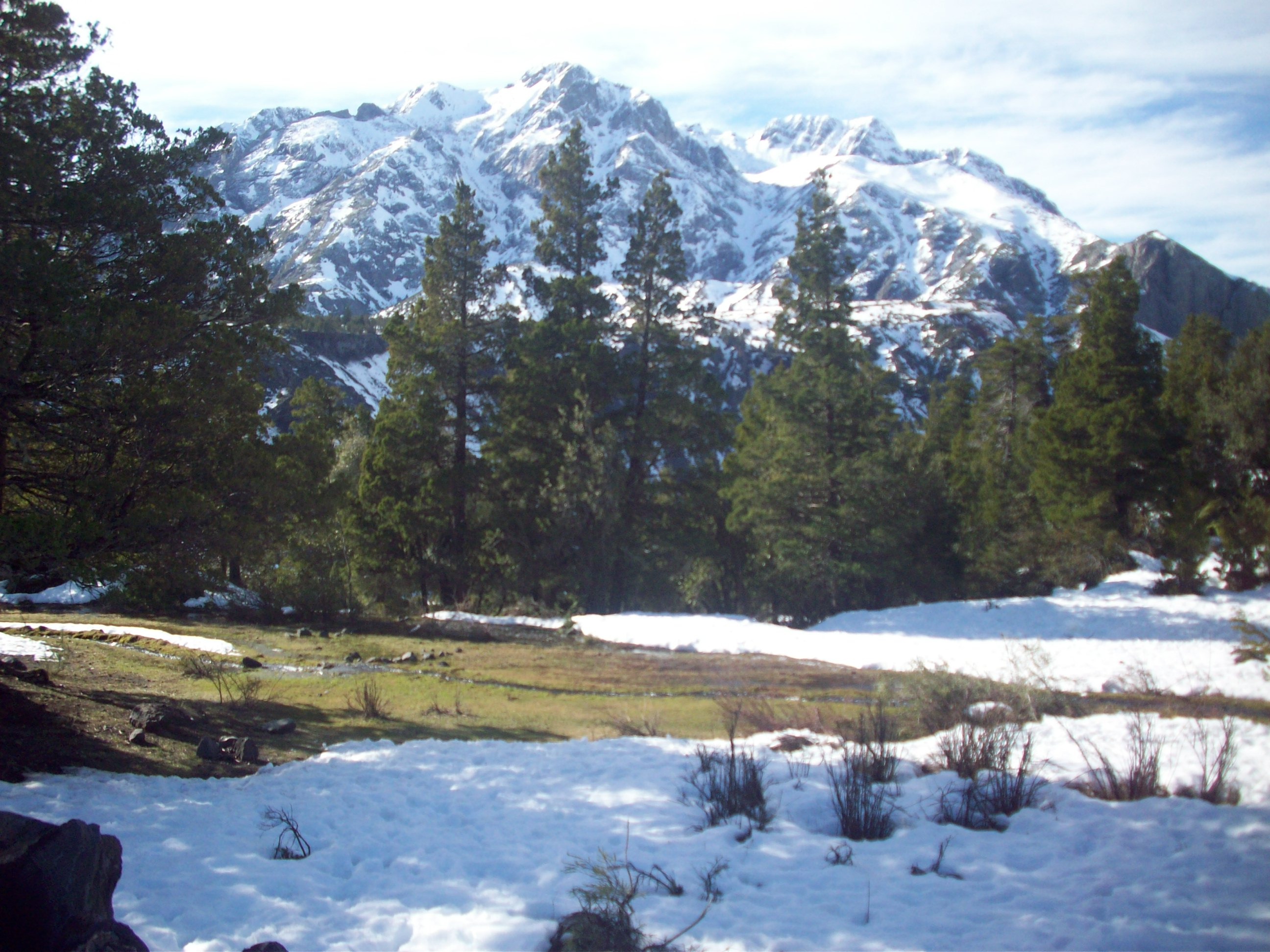
en el parque
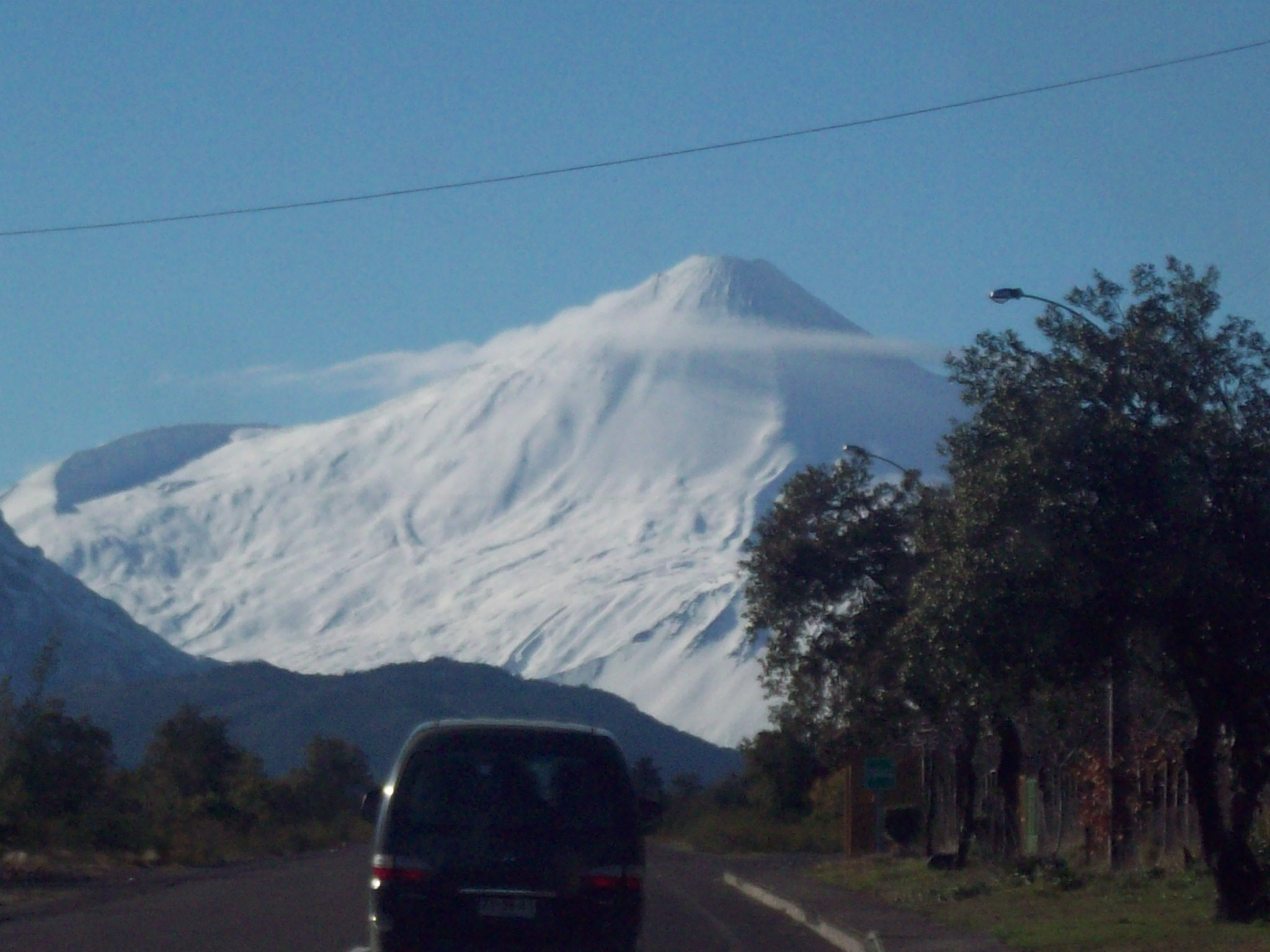
Volcán Antuco

## Senderos

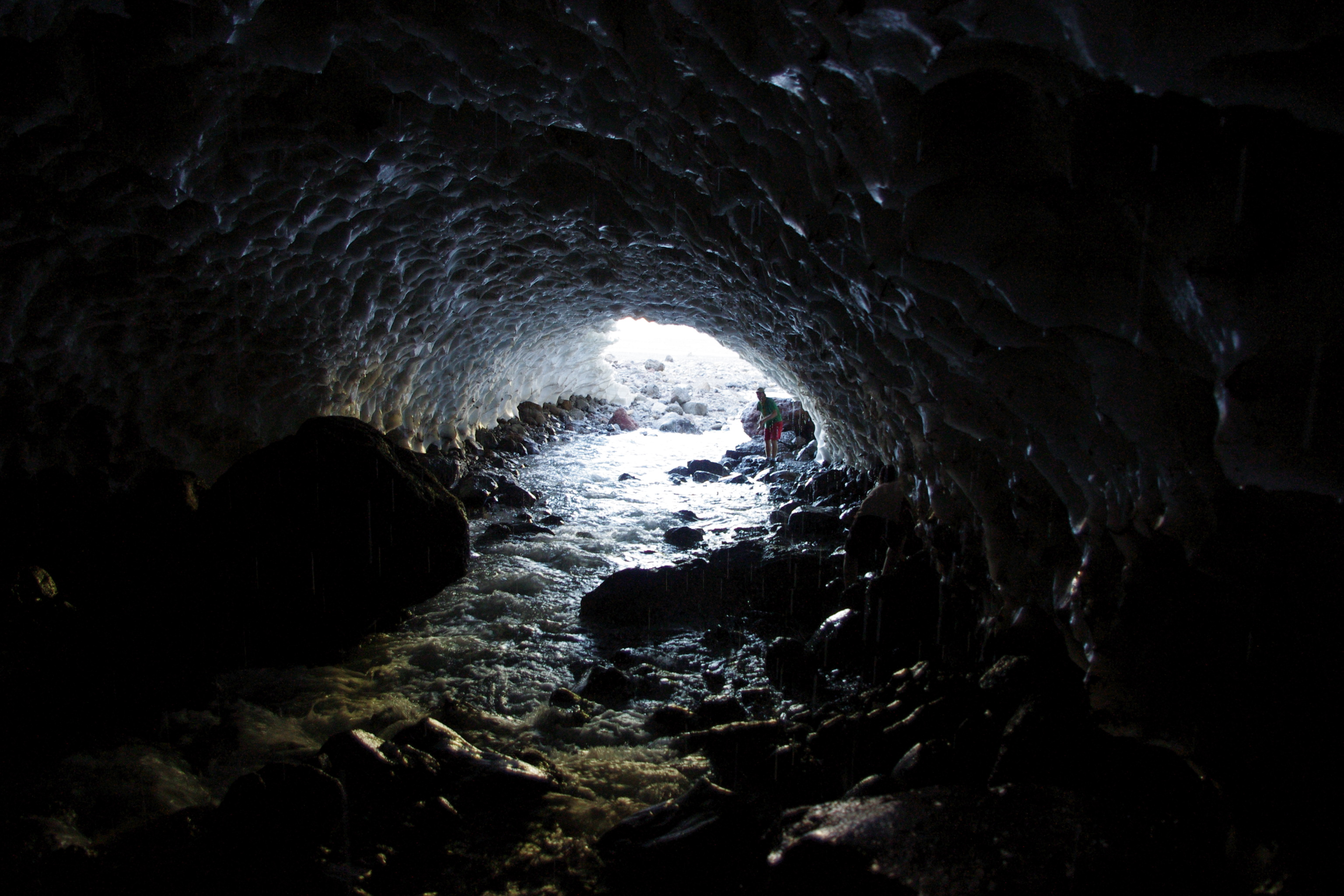
Cavernas de hielo formadas a los pies de la Sierra Velluda en temporada estival.

Principalmente existen dos senderos aptos para senderismo. El primero consiste en un tramo de Sendero de Chile paralelo a la ruta internacional que comienza a la entrada del parque, cruza el "río de lava", pasa por Chacay, Las Chilcas y sigue bordeando la ribera sur de la laguna, donde se pueden observar las placas recordatorias de los jóvenes fallecidos en la Tragedia de Antuco, hasta finalmente llegar a la base militar "Los Barros". El segundo de mayor intensidad se dirige hacia el sector Laguna Verde, ubicado los pies de la Sierra Velluda, dicho sendero comienza detrás de las casas donde habitan los guardaparques en dirección sur. Luego de la primera gran subida existe una variante para visitar la "Meseta de los Zorros" que posee un mirador natural y un estero estacional. Al retomar el sendero se atraviesa nuevamente el río de lava para luego llegar a una enorme planicie de unos 3 km ubicada a los pies de la Sierra Velluda desde donde se puede observar un glaciar colgante y cavernas de hielo en verano. El sendero continúa por el lado sur del volcán Antuco orillando el río de lava, se pasa por un bosque de lengas hasta llegar a "Los Barros".

## Accesos

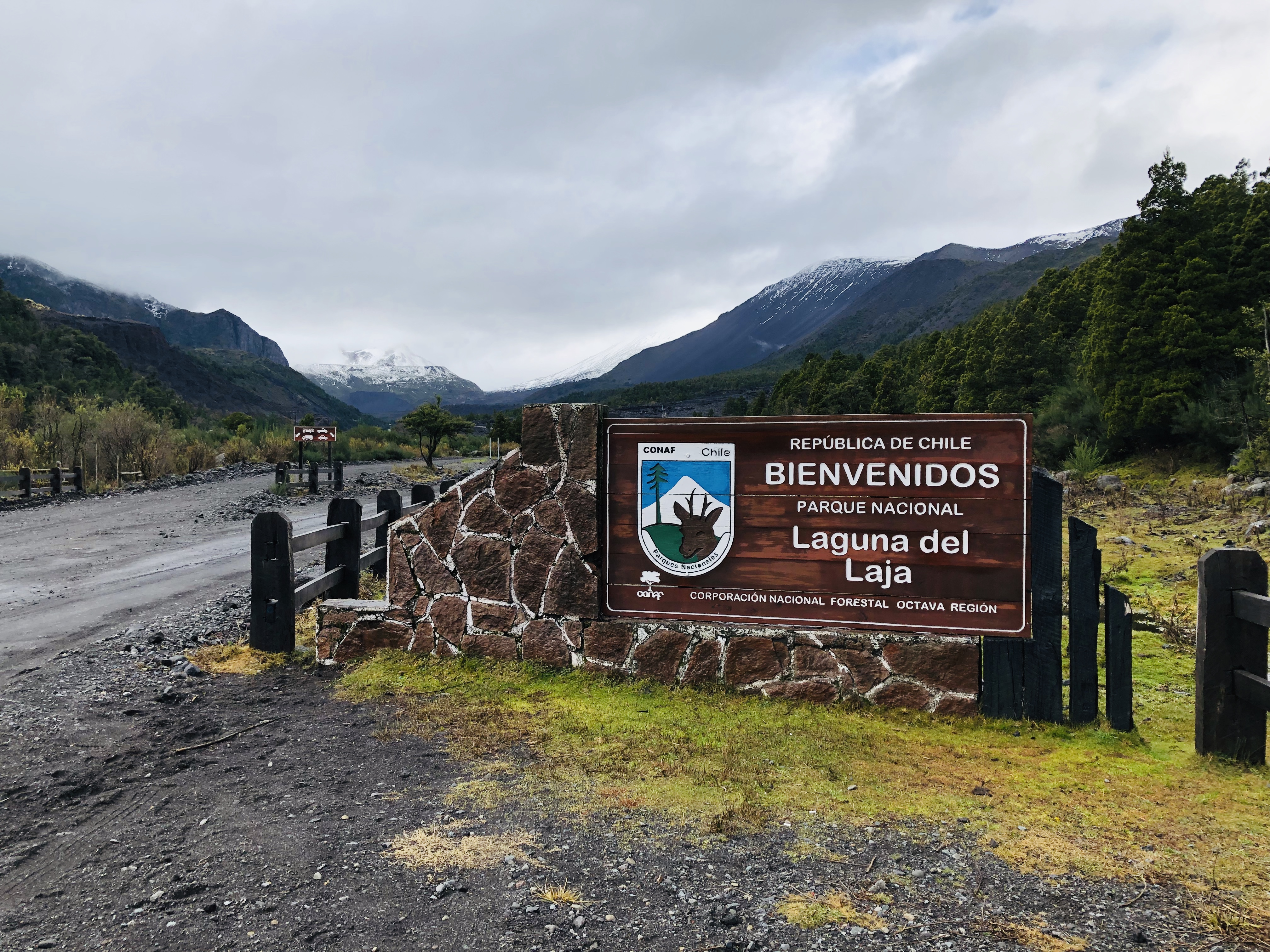
Entrada la parque Laguna del Laja.

- Vehículo particular: desde Los Ángeles por camino a Antuco hacia Laguna del Laja. Son 93 km hasta llegar al parque, en su mayoría se encuentra pavimentado.

- Locomoción Pública: existe una empresa de buses rurales que llega hasta Abanico (fin del pavimento) que sale desde el terminal de buses rurales de Los Ángeles (Islajacoop).

## Visitantes
Este parque recibe una gran cantidad de visitantes cada año, principalmente chilenos y extranjeros en menor cantidad.
| Año         | 2012   | 2013   | 2014   | 2015   | 2016   | 2017   | 2018   | 2019    | 2020   | 2021    | 2022    | 2023   | 2024   |
| ----------- | ------ | ------ | ------ | ------ | ------ | ------ | ------ | ------- | ------ | ------- | ------- | ------ | ------ |
| chilenos    | 48.229 | 67.776 | 70.100 | 74.807 | 75.972 | 75.783 | 90.142 | 119.717 | 20.449 | 105.756 | 100.876 | 73.499 | 79.074 |
| extranjeros | 608    | 704    | 787    | 658    | 498    | 470    | 567    | 735     | 0      | 0       | 0       | 633    | 769    |
| Total       | 48.837 | 68.480 | 70.887 | 75.465 | 76.470 | 76.253 | 90.709 | 120.452 | 20.449 | 105.756 | 100.876 | 74.132 | 79.843 |